# Wikipédia en créole jamaïcain
Wikipédia en créole jamaïcain (en créole jamaïcain : Jumiekan Patwa Wikipidia) est l’édition de Wikipédia en créole jamaïcain, créole à base lexicale anglaise parlée en Jamaïque. L'édition est lancée le 2 mai 2016,,,. Son code est : jam.
Au 21 mars 2025, l'édition en créole jamaïcain contient 1 723 articles et compte 10 556 contributeurs, dont 25 contributeurs actifs et 1 administrateur.
Les autres Wikipédia en langue créole sont les éditions en : créole haïtien, créole à base lexicale française créée en 2004 (70 744 articles) ; chavacano, créole à base lexicale portugaise créée en 2006 (3 225 articles) ; papiamento, créole à base lexicale espagnole (es) créée en 2007 (4 512 articles) ; sranan, créole à base lexicale anglaise créée en 2008 (1 131 articles) ; tok pisin, créole à base lexicale anglaise créée en 2016 (1 388 articles) ; créole guyanais, créole à base lexicale française créée en 2019 (1 072 articles).

## Présentation

Localisation de la Jamaïque.

## Statistiques
- Le 27 septembre 2022, l'édition en créole jamaïcain contient 1 685 articles et compte 7 353 contributeurs, dont 11 contributeurs actifs et 1 administrateur.
- Le 2 octobre 2024, elle contient 1 717 articles et compte 9 748 contributeurs, dont 14 contributeurs actifs et 1 administrateur.